# Agathia beata
Agathia beata är en fjärilsart som beskrevs av Butler 1880. Agathia beata ingår i släktet Agathia och familjen mätare. Inga underarter finns listade i Catalogue of Life.